# 裴侠
裴侠（？—559年），原名协，宇文泰给他改名侠，字嵩和，河东郡解县（今山西省运城市临猗县）人，出自河东裴氏定著五房之一的中眷裴，北魏、西魏、北周官员。

## 生平
裴侠的祖父裴思齐被举荐为秀才，出任议郎。父亲裴欣广泛涉猎经书史籍，担任北魏昌乐王府司马、西河郡太守，死后被赠予晋州刺史。
裴侠虚岁七岁时，还不能说话，后来在洛城见到一群乌鸦从西方遮天蔽日飞过来，裴侠举起手指着乌鸦开口说话，从此他的志向见识和聪明智慧和普通儿童不同。裴侠虚岁十三时父亲裴欣去世，裴侠居丧哀痛损毁身体如同成年人。将要选择墓地去安葬时，空中有人说：“小孩何必悲伤，将你父亲葬在桑林东，你就会封为公侯。”裴侠害怕，告诉了母亲。母亲对他说：“这是神在说话，我听说神赐福给善良的人，你家中不曾作恶，应该是神在告诉你吉祥的事。”当时裴侠住宅旁边有一大片桑林，因此就把父亲裴欣葬在那里。州府征辟裴侠担任主簿，举荐他做秀才。
北魏正光年间，裴侠以奉朝请为起家官，略微升任员外散骑侍郎、义阳郡太守。元颢攻入洛阳，裴侠拘押了他的使者，焚烧了元颢的赦书。魏孝庄帝元子攸赞赏裴侠，授予他轻车将军、东郡太守，兼任防城别将。等到魏孝武帝元修与高欢有嫌隙，调集黄河以南的军队防备高欢，裴侠率领部众前往洛阳。武卫将军王思政对裴侠说：“如今权臣擅自发号施令，皇室日渐衰微，怎么办？”裴侠说：“宇文泰为三军推奉，据守山河险固之地，这正是所谓的自己手中拿着长矛大刀，怎么可能把刀柄交给他人。虽然朝廷想要招安宇文泰，恐怕会是‘用手去握荆棘’。虽然想要去投奔他，恐怕与逃避热汤进入火中没有区别。”王思政说：“那怎么办？”裴侠说：“要图谋击败高欢有眼下的忧患，西迁则有将来的顾虑。暂时撤到关中，谨慎小心，慢慢的考虑适宜的对策。”王思政认为裴侠说的有理，就向魏孝武帝引荐了裴侠，魏孝武帝授予裴侠建威将军，左中郎将。不久魏孝武帝西入关中，裴侠准备追随魏孝武帝，但是妻子儿女还在东郡。荥阳郑伟对裴侠说：“天下才开始大乱，飞鸟不知道投向何处，你不如回去和妻子儿女一起，慢慢再择良木而栖。”裴侠说：“忠义之道，岂能怠慢！既然吃人的俸禄，难道为了妻儿而改变意图。”裴侠于是跟随魏孝武帝入关，被赐予清河县伯的爵位，担任丞相府士曹参军。
大统三年（537年），裴侠带领乡兵参加沙苑之战，率先冲锋陷阵。裴侠本名协，这时，宇文泰称赞他英勇果敢，于是说“仁者必有勇”，于是命令他改名为裴侠。裴侠以军功进爵为侯，食邑八百户，担任行台郎中。王思政镇守玉壁，以裴侠为长史。不久玉壁为高欢进攻。高欢致书招降王思政，王思政命令裴侠草拟回信，信中言辞非常壮烈。宇文泰很赞赏，说：“即便是鲁连也无法超过裴侠。”
裴侠后担任河北郡太守，他洁身自好节俭朴素，爱民如子，所吃的只是菽麦盐菜等粗茶淡饭，官吏百姓怀恋他。河北郡原来规定渔夫猎人三十人供应太守的肉食。裴侠说：“为了自己的口腹之欲而役使别人，我不愿意这样做。”于是全部免除。又有丁夫三十人供太守役使。裴侠也不私自役使，而是收取他们抵劳役的调绢替官府买马。过了一段时间，马匹成群。裴侠离职的时候，一点财物也没取。百姓歌谣说：“肥肉鲜鱼不吃，徭役布匹不取，裴公忠贞爱民，为世人树立规矩。”裴侠曾经与各地州郡刺史太守参见宇文泰。宇文泰让裴侠单独列于一边，对其他人说：“裴侠清白谨慎奉公廉洁，为天下第一，你们之中有能和裴侠相比的，可以与他站在一起。”众人都默然无语，没有敢回答的。宇文泰赐给裴侠很多财物，朝廷内外对裴侠赞叹钦佩，称他为独立君。
裴侠又撰写九世伯祖贞侯裴潜的传记，说河东裴氏清廉奉公，是从裴潜开始，要求后辈都要遵行，宗族中有名气的，全部送给一本传记。裴侠的堂弟裴伯凤、裴世彦当时都担任丞相府佐，笑着说：“人生在仕途中进取，应当名利双收。如果这样清苦，那是为了什么？”裴侠说：“清廉是做官的本分，节俭是做人的根本。何况我们河东裴氏是世家大族，世代都有美名，所以活着，有声誉于朝廷，死去，可以青史留名。如今我有幸以平庸之才，蒙受特殊的恩遇，固然穷困，也未尝爱好名声。我的志向是修身自立，担心的是有辱祖先。现在反而被你们嘲笑，我还能说什么！”裴伯凤等人惭愧离去。
大统九年（543年），裴侠入朝担任大行台郎中，数年后，外任郢州刺史，加仪同三司。南梁竟陵郡太守孙暠、酂城郡太守张建一起献出土地归附西魏。裴侠见到后，私下对人说：“孙暠眼睛到处探视言语放肆，这是把去留看得很轻的人；张建神情慎重镇定，应该没有异心。”裴侠于是飞速启奏朝廷说明情况。宇文泰说：“裴侠能识别人，他的话很在理。”于是派遣大都督苻贵镇守竟陵郡，而酂城郡没有派人监督。等到柳仲礼军队前来，孙暠又占据竟陵郡反叛西魏，最后就如同裴侠所说的一样。裴侠很快转任大将军、拓州刺史，又被征拜雍州别驾。
周孝闵帝宇文觉登基后，裴侠被授予司邑下大夫，加骠骑大将军、开府仪同三司，爵位升为公爵，增加食邑总计一千六百户，升任民部中大夫。当时有个奸猾的官吏主持仓储事务，多年来累计隐瞒私吞达千万，裴侠任职后，认真查处，几旬的时间基本清除了奸盗。裴侠又转任工部中大夫，大司空府掌管钱物的李贵于是在府中悲哀哭泣，有人询问原因。李贵回答说：“我所掌管的官府物资，不少被耗费用掉，裴公清正严肃出名，我惧怕罪责，所以哭泣。”裴侠听说后，允许李贵自首。李贵坦白隐瞒了五百万钱非法耗用。裴侠肃清贪官污吏，都是如此。
裴侠曾经因为疾病精神不振，朋友们为他担心，突然听见五次击鼓的声音，裴侠就惊呼起身，询问身边人说：“要去官府吗？”他的疾病因此痊愈。晋公宇文护听说后说：“裴侠病重到这种程度而不忘记为国家担忧，因为听见鼓声，疾病于是痊愈，这难道不是上天保佑勤勉奉公的人吗？”大司空许国公宇文贵、小司空北海公申徽都来看望裴侠，裴侠所住的茅屋难避风霜，宇文贵等人回到朝廷，告诉了皇帝。皇帝可怜裴侠贫苦，为他修建了一座住宅，并赐给良田十顷，奴隶、耕牛和粮食全部配备齐全，官宦都以此为荣。武成元年（559年），裴侠在任内去世，朝廷赠予太子少师、蒲州刺史，谥号贞。河北郡前功曹张回以及官吏百姓等人感念裴侠任职时的德行恩惠，于是作颂纪念他的清德。

## 儿子
- 裴祥，北周司仓下大夫
- 裴肃，隋朝永平郡丞、胡原县子

## 延伸阅读
[在维基数据编辑]
 《周書·卷35》，出自令狐德棻《周書》
 《北史/卷038》，出自李延壽《北史》